# Szeldzsukida Gulsari imereti királyné
Szeldzsukida Gulsari (? – 1471, névváltozata: Gulkan(I), grúzul: გულშარი/გულანშარი,) Imereti királynéja. A Szeldzsuk-dinasztiából származott. Ortodox keresztény vallású volt.

## Élete

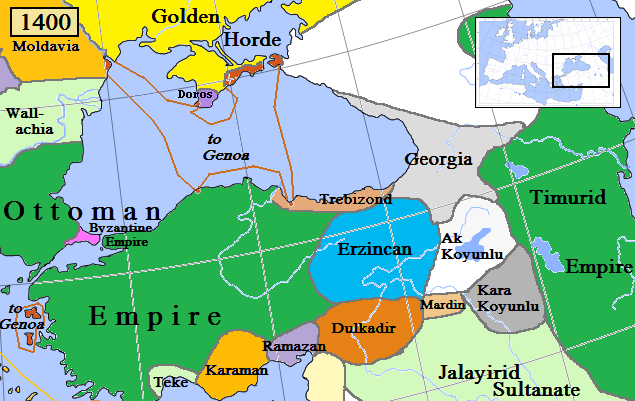
A Trapezunti Császárság és a maradék Bizánci Birodalom 1400-ban.

Apja a Szeldzsuk-dinasztiából származó Demeter (?–1445 előtt) imereti herceg, VI. Dávid (Narin) (1225 körül–1293), 1245-től grúz királynak, Muhammad Mugith-ud-Din Turkán Sah/Gijász ad-Din (Demeter) erzurumi szeldzsuk herceg és I. Ruszudani grúz királynő fiának a szépunokája.
Apai nagyapja I. Sándor imereti király, I. Bagrat imereti király (?–1372) és Dzsakeli N. szamchei (meszheti) hercegnő fia, apai nagyanyja Orbeliani Anna hercegnő.
Apai nagynénje Tamar 1414-ben feleságül ment I. Sándor grúz királyhoz, I. Konstantin (1369 után–1412) grúz király és Kurcidze Natia (?–1412) fiaként V. (Nagy) Bagrat (–1393/5) grúz királynak és Komnénosz Anna (1357–1406 után) trapezunti császári hercegnőnek, III. Alexiosz trapezunti császár, valamint Kantakuzénosz Teodóra lányának az unokájhoz.
Elsőfokó unokatestvére N. (leány) (1415 körül–1438 előtt) grúz királyi hercegnő, IV. (Komnénosz) János (1403 előtt–1460), 1429-től trapezunti császár első felesége.

## Gyermekei
- 1. férjétől, Bagrationi György (1390–1446) grúz királyi hercegtől, I. Konstantin grúz király fiától, 2 gyermek:
  - Bagrat (1435–1478), VI. Bagrat néven Grúzia királya és II. Bagrat néven Imereti királya, felesége Ilona N. (?–1510), 3 fiú
  - Gulkan (Gaiana) (?–1508), férje Amirindo Zedzgenidze-Amilakvari, legalább 1 leány
- 2. férjétől, II. (Bagrationi) Demeter (1413 előtt–1455) imereti királytól, I. Sándor grúz királynak és 1. feleségének, Orbeliani Dulanduhti sziuniai hercegnőnek a fiától, 2 fiú:
  - Dávid
  - Konstantin (1447 után–1505), II. Konstantin néven Grúzia királya, felesége Tamar N. (?–1492 után), 7 fiú